# Антоан Огюстен Парментие
Антоан Огюстен Парментие (на френски: Antoine Augustin Parmentier) е френски фармацевт и агроном, най-известен като популяризатор на картофа като източник за храна на населението във Франция и из цяла Европа. Многобройните му други приноси към храненето и здравето включват създаването на първата задължителна кампания за ваксинация срещу едра шарка (през 1805 г. по времето на Наполеон, когато той е генерален инспектор на здравната служба) и пионер в добива на захар от захарно цвекло. Парментие също така основава школа по хлебопроизводство и изучава методи за консервиране на храна, както и охлаждането ѝ.

## Живот и кариера
Докато служи като фармацевт в армията на Франция през Седемгодишната война, той е заловен от прусите и пратен в затвора в Прусия. Там е принуден да се храни с картофи, познати на французите само като храна за прасета. Картофите са внесени от Южна Америка в Европа от испанците в началото на XVI век. Въведени са в останалата част на Европа до 1640 година, но (извън Испания и Ирландия) обикновено се използват само за храна на животни. Пруският крал Фридрих II карал селяните да отглеждат растенията под страх от строги наказания и им е предоставял резници. През 1748 година Франция действително забранява отглеждането на картофи (с мотива, че били причинявали проказа, наред с други неща) и този закон остава валиден по времето на Парментие, до 1772 година.
От завръщането си в Париж през 1763 година той продължава своите пионерски изследвания в хранителната химия. За опита си от затвора се сеща през 1772 година, когато предлага в конкурс, спонсориран от Академията в Безансон използването на картофите като източник на храна за болни от дизентерия пациенти. За това печели награда през 1773 година.